# Spoorlijn Oslo - Drammen
De spoorlijn Oslo - Drammen ook wel Drammenbanen genoemd (oorspronkelijk Christiania-Drammenbanen) (CDB) is de 52,85 km lange geëlektrificeerde spoorweg van Norges Statsbaner (NSB) tussen de Noorse hoofdstad Oslo en Drammen gelegen in de provincie Buskerud.

## Geschiedenis
Toen deze spoorweg op 3 juni 1872 werd geopend maakte men gebruik van een spoorbreedte van 1067 mm. In 1920 werd de spoorbreedte verbreed naar het gebruikelijke normaalspoor met een spoorbreedte van 1435 mm. In 1922 werd, als eerste door de NSB geëxploiteerde lijn, het traject tussen station Oslo West en Brakerøya geëlektrificeerd. Geëlektrificeerd spoor was echter geen primeur in Noorwegen daar de door Norsk Hydro geëxploiteerde Rjukan- en Tinnsbanen al sinds 1911 was geëlektrificeerd. De hoogte waarop Drammensbanen gelegen is varieert tussen 2,2 m bij station Drammen en 104,6 meter boven zeeniveau bij Asker station. In 1973 werd de 15 kilometer lange Liertunnelen geopend. Hierdoor werd de afstand tussen Oslo en Drammen slechts 40 km, en de reistijd werd 45 minuten korter. Bij de opening van de tunnel werd de lijn tussen Spikkestad en Brakerøya opgeheven. Op dit traject reed het laatste treinstel 2 juni 1973.
In 1993 werd de oude spoorwegbrug bij Drammen station vervangen door een dubbelsporige brug. Verder bestaan er vragen over de veiligheid en bedrijfszekerheid van de route door Liertunnelen. De tunnel heeft geen vluchtwegen en een (bovengrondse) omleiding bestaat momenteel niet. In juli 2000 stopte een treinset van type 70 in de 15 kilometer lange tunnel. De in de trein aanwezige reizigers konden geen contact leggen met de buitenwereld. Er bleek geen dekking voor mobiele telefoons.

### Nieuw dubbelspoor
In april 2001 werd in Sandvika begonnen met het aanleggen van een extra dubbelspoor richting Drammen dat grotendeels gebruik maakt van tunnels. Tussen Lysaker en het centrum van Sandvika volgt de nieuwe lijn het huidige traject. Het traject Sandvika – Asker was gereed in 2005. Het laatste deel, tussen Skøyen en Lysaker kwam gereed in 2011.
Het dubbelspoor was nodig omdat de capaciteit onvoldoende was om de groei van het vervoer aan te kunnen. De combinatie van stop- en sneltreinen naast de Inter City- en langeafstandsverbindingen veroorzaakten vertragingen. In de nieuwe situatie rijden er meer stoptreinen over het oude spoor terwijl de Inter City- en langeafstandsverbindingen over het nieuwe spoor rijden. De oude stalen spoorbruggen bij Sandvika zijn gesloopt en vervangen door een nieuwe viersporige brug. 

## Opgeheven stations en haltes
- Oslo West, ook bekend als "Vestbanen" of "Vestbanestasjonen" was tot 1981 het kopstation voor het verkeer ten westen van Hovedbanen. Het station was aan het verkeer aan de oostelijke lijnen verbonden via het havenspoor van Oslo. Vandaag gaat al het treinverkeer via Oslo Centraalstation (voormalig Oslo Oost).
- Skarpsno station werd opgeheven toen Liertunnelen werd geopend. In 1993 werd het stationsgebouw gesloopt en vandaag is een weg (busstrook) geplaatst op het gebied waar het station ooit lag.
- Skøyen zijspoor, hier werd spoorwegmaterieel (locomotieven e.d.) door NEBB (Norsk Elektrisk Brown Bowery) gebouwd. Sommige hallen zijn er nog, maar de rails zijn weggehaald.
- Myra halte. De enige tastbare herinneringen aan deze halte zijn resten van de trappen naar het ene perron en de grondmuren van de overkappingen waaronder men kon schuilen terwijl men wachtte op de trein.
- Stabekk station, het stationsgebouw met bijbehorende rails en wissels bestaat nog. De rails worden vandaag vooral door onderhoudsmaterieel gebruikt (van Jernbaneverket).
- Strand halte, het wachthok in de noordelijke richting bestaat nog, terwijl het perron aan de andere kant overwoekerd is.
- Høvik goederenterminal, hier is nog steeds een deel van het oude railarrangement te zien.
- Ramstad halte – wederom een halte waarvan de enige tastbare herinneringen enkele fragmenten van de grondmuur zijn.
- Blommenholm halte
- Sandvika station heeft een stationsgebouw van 1872 die vandaag dienstdoet als kantoorgebouw. Een zijspoor en een locomotiefstal van de jaren 1920 zijn vandaag vervangen door een winkelcentrum. Het gebied is nog meer veranderd na 2001, toen aan het nieuwe dubbelspoor naar Asker werd begonnen.
- Kjørbo halte
- Jong halte werd opgeheven in 1995 en een goederenspoor werd losgekoppeld van het overige netwerk. Een kalkoven die bij het zijspoor behoort is de status van monument toegekend.
- Slependen halte is in totaal drie keer verhuisd voordat de halte werd opgeheven. In 1873 aangelegd als "Slæbende stoppested" aan de oostkant van het spoor, in 1959 naar de westkant verplaatst om later wederom naar de oostkant verplaatst te worden (jaartal onbekend). Vandaag is weinig meer te zien van deze halte.
- Billingstad station had vroeger een zijspoor, maar tegenwoordig is weinig meer te zien, behalve de resten van het perron.
- Hvalstad station heeft een goed bewaard stationsgebouw en een eenvoudiger spoorarrangement dan toen hij nog in gebruik was.
- Vakås
- Høn
- Spikkestad halte is het huidige eindstation, nog steeds zijn er herinneringen aan de oude spoorlijn te vinden. Het spoor eindigt niet hier, maar gaat door naar het industriegebied Gullaug.
- Industriegebied Gullaug ligt 1 kilometer verwijderd van Spikkestad, aan de in 1973 opgeheven spoorlijn. Rondom 1993, 30 jaar na het opheffen van het verkeer over dit stuk spoor, werd echter een dubbelspoor aangelegd waarover goederenverkeer plaatsvond tot 1997. Langs het spoor zijn bij de wissel resten van betonnen bielzen te vinden, ook al werd het spoor onderbroken ten bate van een weg op particulier grond. Ongeveer 10 m van het spoor is verwijderd en de oude brug is geschikt gemaakt voor wegverkeer. De rails, bielzen en bevestigingsmiddelen zijn echter netjes langs de rand van de weg opgeslagen. Aan het eind van het spoor staan nog de masten die de elektriciteitskabels droegen en liggen nog meer bielzen en rails in de greppel.
- Gullaug station was het oorspronkelijke station, waar tegenwoordig nog de masten die in 1922 werden neergezet om de elektriciteitskabels te dragen te zien zijn. Een schuurtje is nog bewaard gebleven en daarop is een bordje met een overzicht van de geschiedenis van het station geplaatst.
- Lieråsen wissel was het derde wisselspoor op Drammensbanen, ongeveer 3 kilometer van Spikkestad verwijderd. De sporen zijn vandaag haast uitgewist, de duidelijkste aanwijzing is dat het lichaam hier breder is dan gewoon.
- Reistad halte, ongeveer 5,2 kilometer voorbij Spikkestad. Hier getuigen masten en resten van een transformatorhuisje naast een in verval geraakte brug van de geschiedenis. De masten die de bovenleidingen droegen zijn hier beter bewaard dan op veel andere plaatsen omdat de gemeente ze met zwarte verf heeft beschilderd, iets wat het roesten tegengaat.
- Lier station moet niet voor het huidige station Lier worden aangezien. Ze zijn niet aan hetzelfde tracé gelegen. Hier zijn de oude stationsgebouwen nog te zien, die men eigenlijk niet van plan was om te bewaren. Maar nu is zowel het station zelf als de opslagloods zijn gerestaureerd en uitgerust met borden in de juiste stijl etc. Verder is hier een bord te vinden die van Lierbanen verhaalt, deze zorgde voor vervoer tussen Lier en Sylling tot in de jaren 1950. Dit station was het knooppunt waar Lierbanen en Drammensbanen scheidden. Het tracé tussen oude Lier station en Kjellstad station is tegenwoordig gedeeltelijk vervangen door een rijksweg, maar na een rotonde kunnen de rails weer worden teruggevonden en het traject gevolgd. Hier is verder ook een opgeknapte 68-treinset te zien.
- Kjellstad station lag op ongeveer 10.4 kilometer afstand van Spikkestad. Het stationsgebouw is gesloopt, maar resten van de grondmuur zijn steeds te zien.
- Brakerøya knooppunt is waar het spoor van de “oude” Drammensbanen aangesloten werd op het nieuwe dubbelspoor door de tunnel door Lieråsen in 1973. De oude brug (richting Brakerøya) is vandaag in gebruik als een autoweg die aan de E18 aansluit.

### Oud spoorwegtracé wordt wandelroute
Niet lang na het openen van Liertunnelen en opheffen van de lijn tussen Spikkestad en Brakerøya in 1973 werd het grootste gedeelte van de rails verwijderd, en op een deel van het traject werd de E18 gebouwd. De rest van de rails werden na een filmopname met de groep Knutsen og Ludvigsen in 1974 verwijderd.
Het talud is nu in gebruik genomen door wandelaars en fietsers die daar recreëren. De gemeente Lier wenste oorspronkelijk het tracé in gebruik te nemen als een autoweg, maar na meerdere acties die door fietsers en wandelaars werden gevoerd is het meeste van dit traject beschermd geworden. Putten en gaten die ontstonden door het weghalen van rails en bielzen zijn gevuld met een mengsel van zand en grind, en het resultaat is een goede route voor wandelaars en fietsers. De route is vrij van extremen qua hellingen, waar de trein voor is gegaan zijn er geen echt steile hellingen te vinden. Langs de route is nu verlichting neergezet, zodat zij ook ’s winters geschikt is om ’s avonds bijvoorbeeld te skiën of te wandelen.

## Treindiensten
De Flytoget AS verzorgt het personenvervoer op dit traject met Flytoget treinstellen van het type BM 71.
- RB: Drammen - Asker - Sandvika - Lysaker - Skøyen - Nationaltheatret - Oslo S - Lillestrøm - Gardermoen

De Norges Statsbaner verzorgt het personenvervoer op dit traject met NSB Regiontog / RB treinen.
De treindienst wordt onder meer uitgevoerd met treinstellen van het type BM 69 en het type BM 72.
- RB 41: Oslo S - Bergen
- RB 50: Oslo S - Kristiansand -Stavanger

- RB 20: Skien - Drammen - Oslo S - Gardermoen - Lillehammer

Er bestonden plannen om per 29 februari 2012 deze treindienst met treinen van het type BM 74 uit te voeren. Door een ongeval op 15 februari 2012 is deze inzet voor onbepaalde tijd uitgesteld.

## Aansluitingen
In de volgende plaatsen was of is er een aansluiting van de volgende spoorwegmaatschappijen:

### Huidige stations

#### Oslo Sentralstasjon
- Bergensbanen, spoorlijn tussen Bergen en Oslo S
- Dovrebanen, spoorlijn tussen Trondheim en Oslo S
- Sørlandsbanen, spoorlijn tussen Stavanger en Olslo S
- Gjøvikbanen, spoorlijn tussen Gjøvik en Oslo S
- Østfoldbanen, spoorlijn tussen Kornsjø en Oslo S
- Kongsvingerbanen, spoorlijn tussen Magnor en Oslo S
- Hovedbanen, spoorlijn tussen Eidsvoll en Oslo S
- Gardermobanen, spoorlijn tussen Nye Eidsvoll en Oslo S
- Follobanen, spoorlijn tussen Ski en Oslo S

#### Skøyen
- Skøyen–Filipstadlinjen, spoorlijn tussen Skøyen en Filipstad / Filipstadkaia
- Askerbanen, spoorlijn tussen Skøyen en Asker

#### Sandvika
- Ringeriksbanen, toekomstige spoorlijn tussen Sandvika en Hønefoss (2015-2025)
- Askerbanen, spoorlijn tussen Skøyen en Asker

#### Asker
- Spikkestadlinjen, spoorlijn tussen Asker en Spikkestad
  - (oude Drammersbanen), oude spoorlijn tussen Asker, Spikkestad en Drammen (1872-1973)
- Askerbanen, spoorlijn tussen Skøyen en Asker

#### Drammen
- Vestfoldbanen, spoorlijn tussen Drammen en Skien
- Sørlandsbanen, spoorlijn tussen Stavanger en Olslo S
- Randsfjordbanen, spoorlijn tussen Drammen en Randsfjord

- Nationaltheatret, overstap op de metro van Oslo.
- Skøyen (idem).
- Bestun is eigenlijk opgeheven, maar doet tegenwoordig dienst als keerlus voor de stoptreinen met eindpunt Skøyen. Het stationsgebouw is niet gesloopt en curieus genoeg heeft dit station nu meer sporen dan toen hij nog in bedrijf was.
- Station Lysaker, geopend in 1872 bij het gereedstellen van Drammensbanen. Het oude stationsgebouw en goederenloods zijn vervangen door wegen. Medio jaren 1990 werd het station verbouwd, een nieuwe wachtruimte en loketten waren onder meer wat er toen werd toegevoegd.
- Asker station, geopend in 1872 bij het gereedstellen van Drammensbanen. Dit station is vanwege het openen van Gardermobanen in 1998 verbouwd, toen werd Asker het zuidelijke eindpunt van die lijn.
- Drammen station, geopend in 1866 bij het gereedstellen van Randsfjordbanen.

### Verbindingen
| Station          | Verbindingen naar |
| Oslo Centraal    | Het complete Noorse net en Zweden, Denemarken en Europa verder. |
| Nationaltheatret | Drammen, Vestfold/Grenland, Spikkestad, Gardermoen, Hamar/Lillehammer, Kongsberg, Årnes/Kongsvinger, Moss, Mysen, Jaren, Asker, Lillestrøm, Eidsvoll, Dal.          |
| Skøyen           | Drammen, Vestfold/Grenland, Spikkestad, Gardermoen, Hamar/Lillehammer, Kongsberg, Eidsvoll, Dal, Årnes/Kongsvinger, Moss, Mysen, Rakkestad, Jaren.                  |
| Lysaker          | Stavanger, Kristiansand, Arendal, Bergen, Flåm, Skien, Vestfold, Kongsberg, Gardermoen, Lillehammer, Hamar, Eidsvoll, Lillestrøm, Asker, Drammen, Moss, Spikkestad. |
| Asker            | Stavanger, Kristiansand, Arendal, Bergen, Flåm, Skien, Vestfold, Lillehammer, Hamar, Eidsvoll, Gardermoen, Moss, Oslo S, Kongsberg, Spikkestad, Vikersund.          |
| Drammen          | Stavanger, Kristiansand, Arendal, Bergen, Flåm, Skien, Vestfold, Oslo S, Lillehammer, Hamar, Eidsvoll, Gardermoen, Kongsberg, Vikersund.                            |

## Elektrische tractie
Het traject werd op 26 november 1922 geëlektrificeerd met een spanning van 15.000 volt 16 2/3 Hz wisselstroom.

## Afbeeldingen

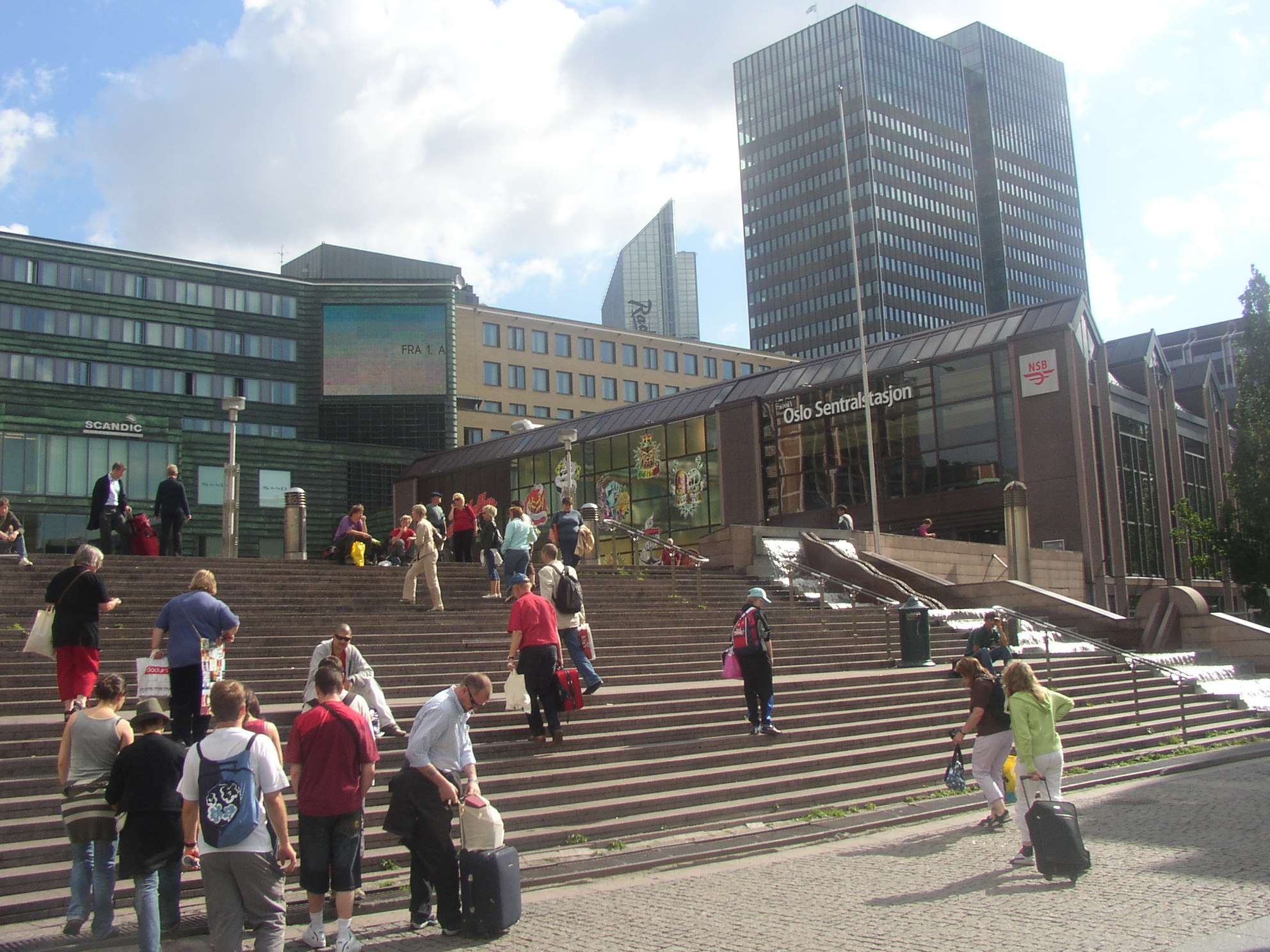
Oslo Centraal station
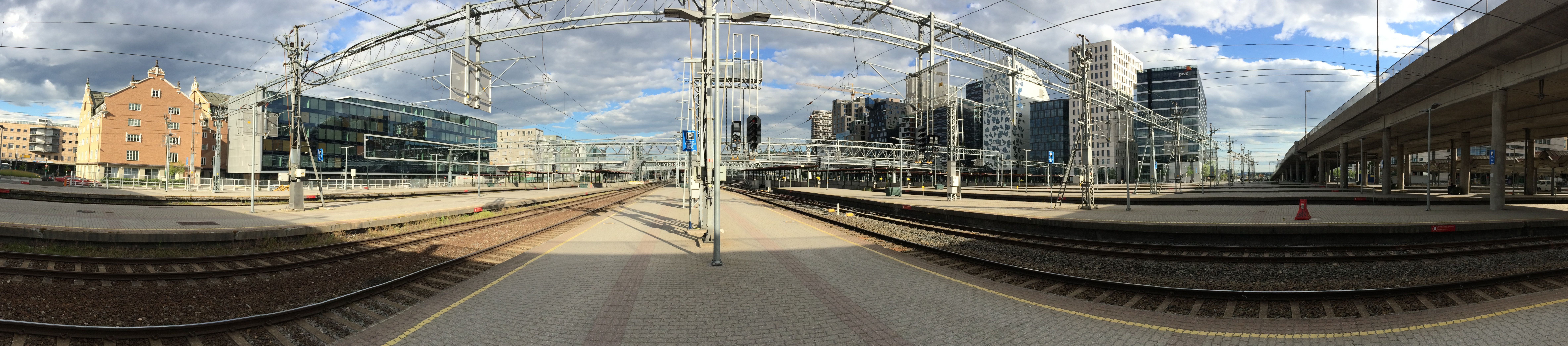
Oslo Centraal station, perrons
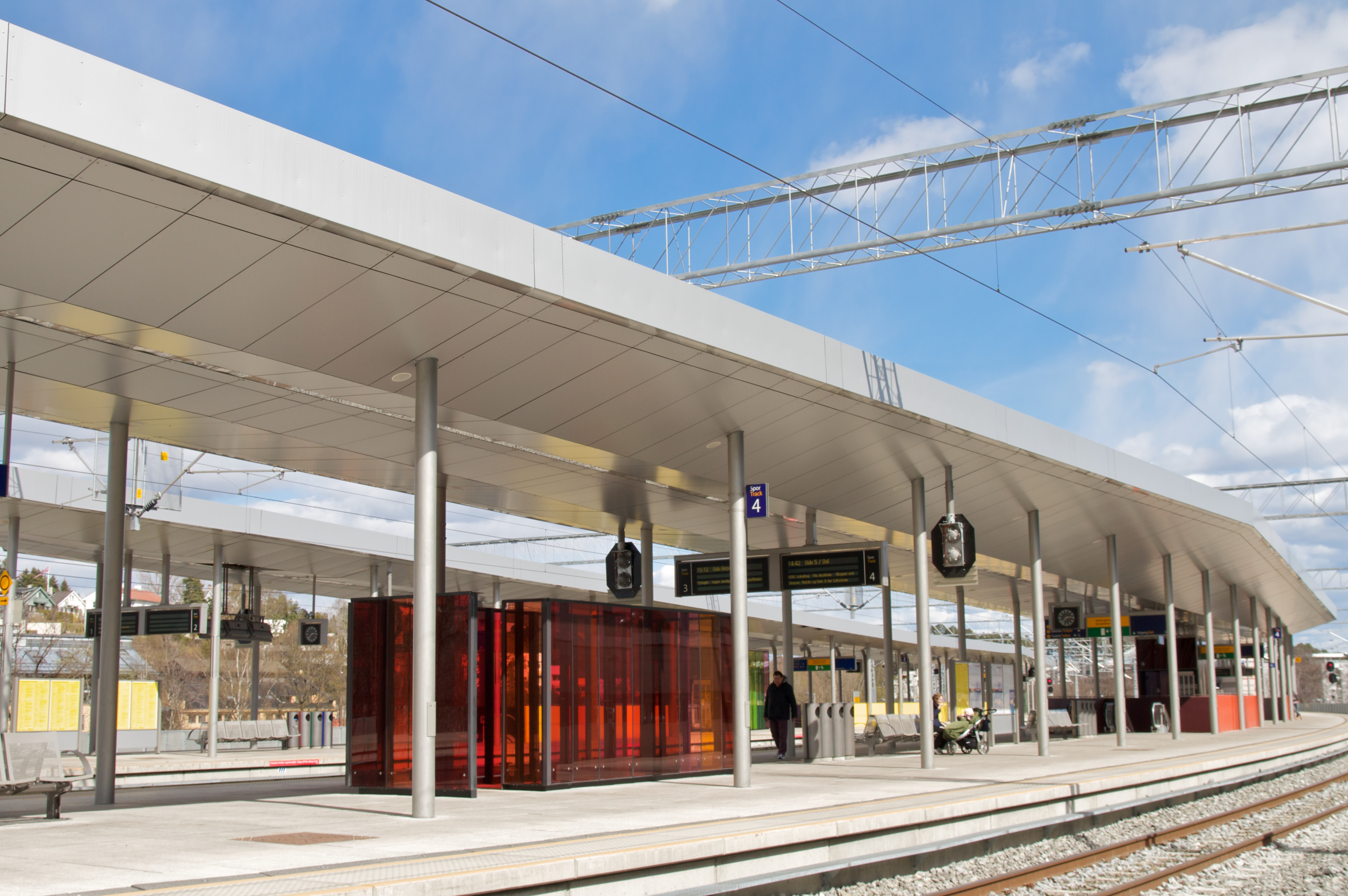
Station Lysaker
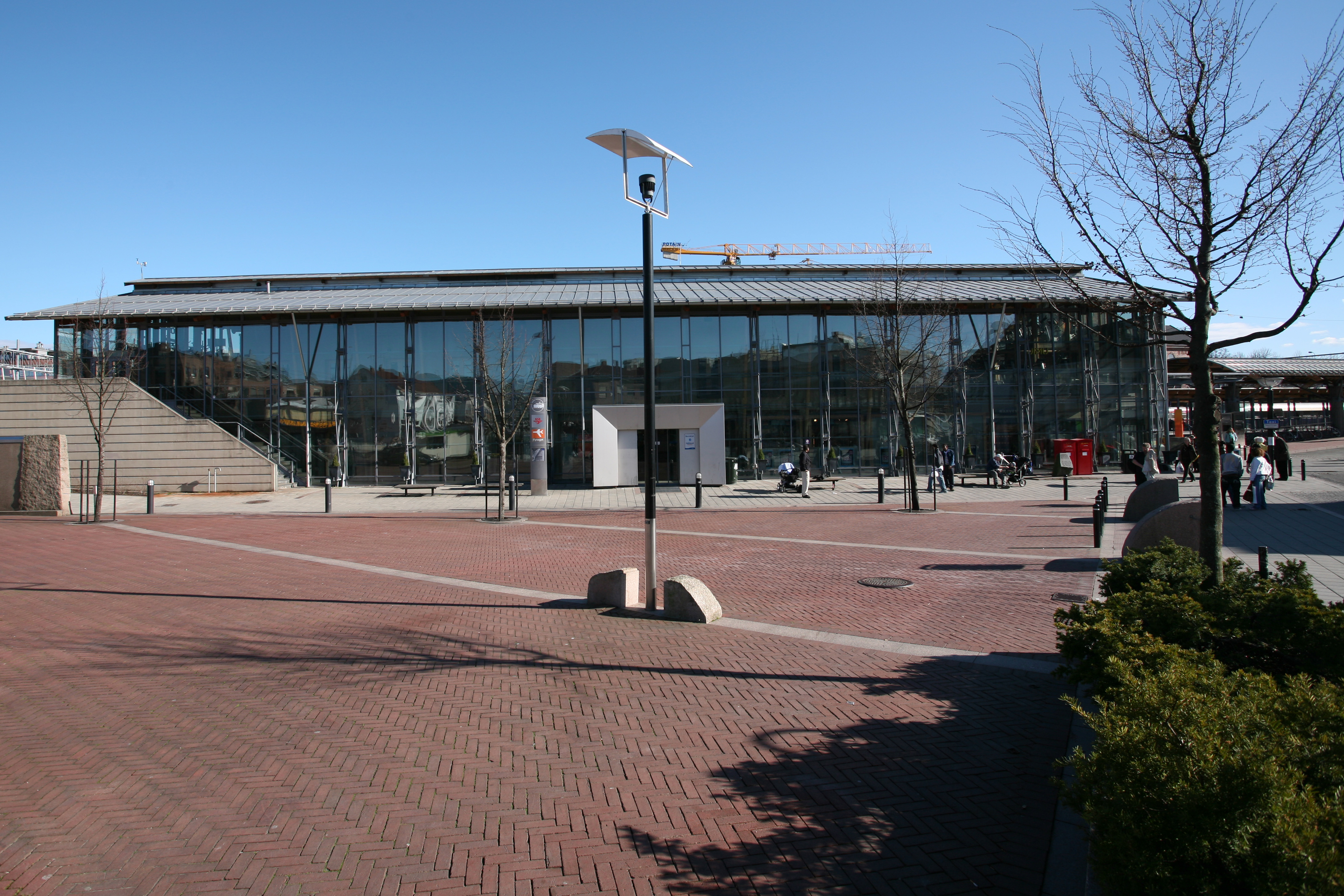
Station Asker
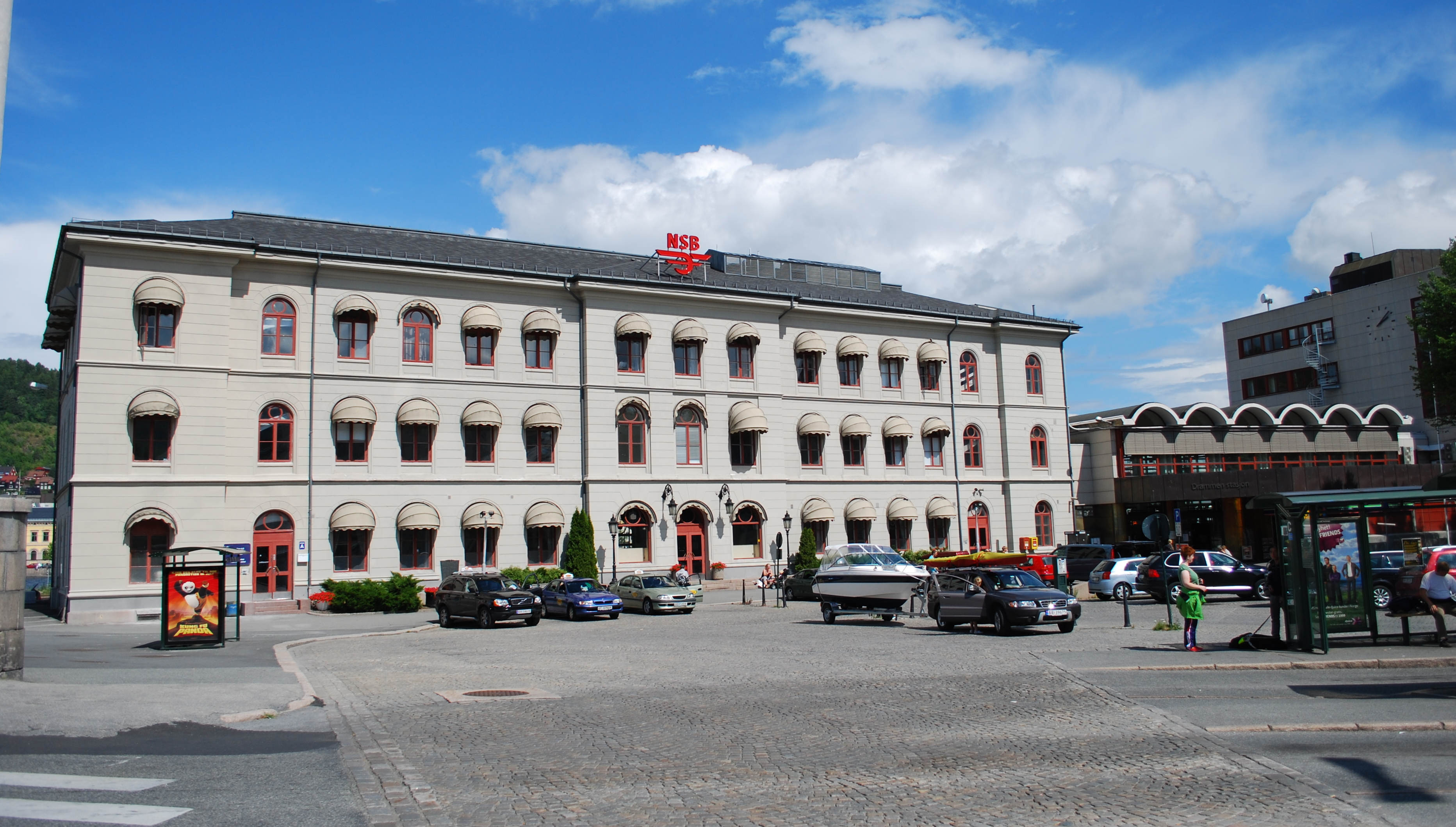
Station Drammen